# 하랄 5세
하랄 5세(노르웨이어: Harald V, 1937년 2월 21일 ~ )는 노르웨이의 국왕(재위: 1991년 1월 17일 ~ )으로 글뤽스부르크가 수장이며 예비역 노르웨이 육군 소령이다.

## 생애
올라프 5세와 메르타 사이에서의 오슬로 근교 스카우굼 왕실 영지에서 1남 2녀 중 막내로 태어났다. 제2차 세계대전 시기인 1940년 나치군이 오슬로를 공습하자 아버지를 올라프 왕세자는 런던에서 할아버지 호콘 7세를 보좌해 망명 정부를 지휘하였고 왕세손 하랄은 어머니 메르타 왕세자빈 그리고 두 누나 랑닐 공주, 아스트리드 공주와 함께 노르웨이를 떠나 전후까지 미국 워싱턴 백악관에서 칩거하였다.
전후인 1955년, 오슬로 대학에 진학, 노르웨이 육군사관학교를 거쳐 1960년, 영국 옥스퍼드 대학 베일리얼 칼리지에서 역사 및 경제학을 수학하였다. 1968년, 평민 소냐 하랄센과 결혼하여 1남 1녀를 두었다.
1991년 부친 올라프 5세의 사망으로 노르웨이 왕위를 승계하였고 하랄이라는 이름을 사용하는 노르웨이 왕으로서 하랄 길레 이후로 855년만이다.
2001년, 미혼모 여성 메테마리트 셰셈외이비를 며느리로 맞았다. 2003년 12월, 방광암으로 입원한 데 이어 2005년 초에는 심장병으로 또 다시 입원(이미 2003년 3월 3일부터 호콘 왕세자가 대리청정을 이행)하는 등 흡연으로 인하여 건강 관련 문제를 보이고 있다.
2000년에는 노벨 평화상 시상식에 참석하기 위해 오슬로를 방문한 대한민국의 김대중 대통령을 만난 바 있다.